# Nintendogs (serie de jocuri)

Sigla oficială Nintendogs

Nintendogs este o franciză media controlată de Nintendo și creată de Kiyoshi Mizuki în anul 2005 (și-a sărbătorit cea de-a doua aniversare pe 21 aprilie 2007). Nintendogs este  o serie de jocuri de simulare, în care jucătorul trebuie să își îngrijească și să își dreseze cățeii virtuali. Au fost lansate simultan trei versiuni diferite, atât în Japonia, cât și în SUA și Europa. Singura diferență este, că în Japonia a existat versiunea Shiba & Friends, iar în celelalte două regiuni, această versiune a fost înlocuită cu o alta, intitulată Labrador & Friends, considerându-se că labradorul este o rasă de câine mai comună decât Shiba, care este o rasă specifică Japoniei.

## Jocuri video
Seria de jocuri video Nintendogs este una dintre cele mai populare francize de simulare de la Nintendo. În trailer-ul jocului Super Smash Bros. Brawl, de pe Wii, și-a făcut apariția și un Nintendog, bănuindu-se că va fi disponibil ca item în cadrul jocului.
Informații
Nintendogs a fost al treilea joc oficial pentru Nintendo DS ce a folosit microfonul încorporat pentru a juca. Această funcție a folosit la interacțiunea cu cățelușii, jucătorul putând, de exemplu, să-i repete numele micuțului animal pentru a și-l putea învăța, ori pentru a-i putea da comenzile pentru dresaj. De asemenea, tounch screen-ul consolei Nintendo DS este folosit pentru a mângâia, spăla sau hrăni cățeii. Un lucru inedit este și faptul că aceștia nu cresc și nici nu mor.

### Lista jocurilor
| Titlu                            | Sistem      | An lansare | Japonia | Statele Unite ale Americii | Uniunea Europeană |
| -------------------------------- | ----------- | ---------- | ------- | -------------------------- | ----------------- |
| Nintendogs: Chihuahua & Friends  | Nintendo DS | 2005       | DA      | DA                         | DA                |
| Nintendogs: Dachshund & Friends  | Nintendo DS | 2005       | DA      | DA                         | DA                |
| Nintendogs: Labrador & Friends   | Nintendo DS | 2005       | NU      | DA                         | DA                |
| Nintendogs: Shiba & Friends      | Nintendo DS | 2005       | DA      | NU                         | NU                |
| Nintendogs: Best Friends Edition | Nintendo DS | 2005       | NU      | DA                         | NU                |
| Nintendogs: Dalmatian & Friends  | Nintenod DS | 2006       | NU      | DA                         | DA                |